# Општина Хорјул
Општина Хорјул (словен. Horjul) је једна од општина Средњесловенске регије у држави Словенији. Седиште општине је истоимени градић Хорјул.

## Природне одлике
Рељеф: Општина Хорјул налази се у средишњем делу државе и обухвата горје западно од Љубљане.
Клима: У општини влада умерено континентална клима.
Воде: У општини тече поток Хорјулшчица.

## Становништво
Општина Хорјул је средње густо насељена.

## Насеља општине
| - Врзденец - Жажар - Закланец - Корено над Хорјулом - Лесно Брдо | - Љубгојна - Подолница - Самоторица - Хорјул |  |